# BeautifulGarbage
Albums de Garbage
Version 2.0
(1998) Bleed Like Me
(2005)
BeautifulGarbage est le troisième album du groupe de rock alternatif Garbage, sorti le 1er octobre 2001.
Avec cet album Garbage oriente sa musique rock vers des sonorités plus pop et dansantes. BeautifulGarbage n'obtient pas le même succès que ses deux prédécesseurs, Garbage et Version 2.0, mais se classe tout de même en tête des ventes en Australie où il est certifié double disque de platine. L'album est disque d'or dans plusieurs pays.

## Singles
Quatre singles sont extraits de l'album : 
- Androgyny (sorti le 24 septembre 2001)
- Cherry Lips (Go Baby Go!) (sorti le 21 janvier 2002)
- Breaking Up The Girl (sorti le 8 avril 2002)
- Shut Your Mouth (sorti le 23 septembre 2002)

Cherry Lips (Go Baby Go!) est certifié disque d'or en Australie.

## Liste des titres
Tous les titres ont été écrits et composés par Garbage.
| No  | Titre                     | Durée |
| --- | ------------------------- | ----- |
| 1.  | Shut Your Mouth           | 3:26  |
| 2.  | Androgyny                 | 3:10  |
| 3.  | Can't Cry These Tears     | 4:16  |
| 4.  | Till The Day I Die        | 3:28  |
| 5.  | Cup Of Coffee             | 4:31  |
| 6.  | Silence Is Golden         | 3:50  |
| 7.  | Cherry Lips (Go Baby Go!) | 3:12  |
| 8.  | Breaking Up The Girl      | 3:33  |
| 9.  | Drive You Home            | 3:58  |
| 10. | Parade                    | 4:07  |
| 11. | Nobody Loves You          | 5:08  |
| 12. | Untouchable               | 4:03  |
| 13. | So Like A Rose            | 6:19  |

| 14. | beautifulgarbage mixer |  |

| 14. | Begging Bone                                                                   |                            | 4:50 |
| 15. | The World Is Not Enough (chanson du film de James Bond Le monde ne suffit pas) | - Don Black - David Arnold | 3:56 |

## Musiciens
D'après le livret du CD (les membres de Garbage sont mentionnés sans précision des instruments joués) :
Garbage
- Shirley Manson
- Steve Marker
- Duke Erikson
- Butch Vig

musiciens additionnels
- Daniel Shulman : basse
- Matt Chamberlain : batterie (titres 3 et 5)

## Classements hebdomadaires
| Classement (2001)                        | Meilleure place |
| ---------------------------------------- | --------------- |
| Allemagne (Media Control AG)             | 6               |
| Australie (ARIA)                         | 1               |
| Autriche (Ö3 Austria Top 40)             | 9               |
| Belgique (Flandre Ultratop)              | 9               |
| Belgique (Wallonie Ultratop)             | 2               |
| Canada (Canadian Albums Chart)           | 6               |
| Danemark (Tracklisten)                   | 12              |
| Écosse (OCC)                             | 5               |
| États-Unis (Billboard 200)               | 13              |
| États-Unis (Top Dance/Electronic Albums) | 1               |
| Finlande (Suomen virallinen lista)       | 4               |
| France (SNEP)                            | 3               |
| Irlande (IRMA)                           | 4               |
| Italie (FIMI)                            | 9               |
| Norvège (VG-lista)                       | 7               |
| Nouvelle-Zélande (RIANZ)                 | 2               |
| Pays-Bas (Mega Album Top 100)            | 24              |
| Royaume-Uni (UK Albums Chart)            | 6               |
| Suède (Sverigetopplistan)                | 29              |
| Suisse (Schweizer Hitparade)             | 10              |

## Certifications
| Pays                    | Certification | Unités certifiées |
| ----------------------- | ------------- | ----------------- |
| Australie (ARIA)        | 2 × Platine   | 140 000           |
| Belgique (BEA)          | Or            | 25 000            |
| Canada (Music Canada)   | Or            | 50 000            |
| Nouvelle-Zélande (RMNZ) | Or            | 7 500             |
| Royaume-Uni (BPI)       | Or            | 100 000           |